# Salimo Sylla
Pour les articles homonymes, voir Sylla.
Salimo Sylla, né le 25 janvier 1994 à Châlons-sur-Marne, est un footballeur franco-sénégalais. Il joue au poste de latéral gauche au Royal Excelsior Virton.

## Biographie

### En club
Lors de la saison 2012-2013, Salimo Sylla débute avec l'équipe réserve de l'ES Troyes AC, où il dispute 25 matchs à l'âge de 18 ans. La saison suivante, il participe à la montée de la réserve auboise en CFA en participant à 26 rencontres.
La saison 2014-2015 est celle des débuts au niveau professionnel. Après 23 matchs avec l'équipe réserve, Jean-Marc Furlan le convoque en équipe première à la suite des blessures de plusieurs joueurs de la défense habituelle. Il débute ainsi en Ligue 2, le 24 avril 2015, par une défaite 2 à 0 contre l'AS Nancy-Lorraine. Il participe à 5 matchs professionnels durant cette fin de saison, ce qui lui permet d'être crédité du titre de champion de Ligue 2.
En fin de contrat avec l'ES Troyes AC qui ne lui propose qu'un contrat amateur, Salimo signe son premier contrat professionnel, d'une durée de 2 ans, à l'AJ Auxerre lors du mercato estival 2015-2016 afin de pallier le départ de Karim Djellabi à Clermont,.

## Statistiques
| Saison                | Club                  | Championnat           | Championnat | Championnat | Coupe nationale | Coupe nationale | Coupe de la Ligue | Coupe de la Ligue | Total | Total |
| Saison                | Club                  | Division              | M.          | B.          | M.              | B.              | M.                | B.                | M.    | B.    |
| 2012-2013             | ES Troyes AC rés.     | CFA 2                 | 25          | 2           | 0               | 0               | 0                 | 0                 | 25    | 2     |
| 2013-2014             | ES Troyes AC rés.     | CFA 2                 | 26          | 1           | 0               | 0               | 0                 | 0                 | 26    | 1     |
| 2014-2015             | ES Troyes AC rés.     | CFA                   | 23          | 0           | 0               | 0               | 0                 | 0                 | 23    | 0     |
| Sous-total            | Sous-total            | Sous-total            | 74          | 3           | 0               | 0               | 0                 | 0                 | 74    | 3     |
| 2014-2015             | ES Troyes AC          | Ligue 2               | 5           | 0           | 0               | 0               | 0                 | 0                 | 5     | 0     |
| Sous-total            | Sous-total            | Sous-total            | 5           | 0           | 0               | 0               | 0                 | 0                 | 5     | 0     |
| 2015-2016             | AJ Auxerre            | Ligue 2               | 27          | 0           | 0               | 0               | 3                 | 0                 | 30    | 0     |
| Sous-total            | Sous-total            | Sous-total            | 27          | 0           | 0               | 0               | 3                 | 0                 | 30    | 0     |
| Total sur la carrière | Total sur la carrière | Total sur la carrière | 106         | 3           | 0               | 0               | 3                 | 0                 | 109   | 3     |

## Palmarès
- Champion de France de Ligue 2 en 2015 avec l'ES Troyes AC.